# ترانه‌شناسی منصور
این مقاله به کارنامۀ هنری و ترانه‌شناسی منصور می‌پردازد.

## آلبوم‌ها

### ۱۹۹۴: فرفره‌های بی باد

پوشش آلبوم فرفره‌های بی باد (۱۹۹۴)

اولین آلبوم منصور به‌نام فرفره‌های بی باد، مرداد ۱۳۷۳ از سوی شرکت کلتکس رکوردز به بازار موسیقی عرضه شد.
| نام ترانه                               | ترانه‌سرا          | آهنگساز       | تنظیم           |
| --------------------------------------- | ----------------- | ------------- | --------------- |
| فرفره‌های بی باد                         | شهیار قنبری       | عبدی یمینی    | عبدی یمینی      |
| همسفری نیست                             | همایون هوشیارنژاد | حسن شماعی‌زاده | منوچهر چشم‌آذر   |
| سایه‌بون                                 | مسعود فردمنش      | سیاوش قمیشی   | عبدی یمینی      |
| خانگی                                   | شهیار قنبری       | عبدی یمینی    | عبدی یمینی      |
| زندونی عشق (بازخوانی آهنگ افشین مقراضی) | قدیمی             | بازسازی       | باب پار         |
| حساب زندگی                              | همایون هوشیارنژاد | حسن شماعی‌زاده | مهداد زند کریمی |
| سایه‌بون (پیانو)                         | سایه‌بون (پیانو)   | سیاوش قمیشی   | عبدی یمینی      |

### ۱۹۹۶: تصویر آخر
آلبوم دوم منصور با نام تصویر آخر خرداد ۱۳۷۵ منتشر شد. انتشار این آلبوم نخستین همکاری او با شرکت ترانه محسوب می‌شود. ویژگی این آلبوم تنظیم‌ها و موسیقی مدرن آن است. در آلبوم تصویر آخر هم همکاری منصور با هنرمندان نامدار موسیقی پاپ ایران ادامه پیدا کرد.
| نام ترانه           | ترانه‌سرا            | آهنگساز       | تنظیم         |
| ------------------- | ------------------- | ------------- | ------------- |
| قاب                 | همایون هوشیارنژاد   | حسن شماعی‌زاده | عبدی یمینی    |
| سکوت شکسته          | سعید محمدی          | سعید محمدی    | دیوید بتسامو  |
| پاییز               | همایون هوشیارنژاد   | حسن شماعی‌زاده | عبدی یمینی    |
| تصویر آخر           | شهیار قنبری         | عبدی یمینی    | عبدی یمینی    |
| دوست دارم           | حسن شماعی‌زاده       | حسن شماعی‌زاده | منوچهر چشم‌آذر |
| دوباره‌ها            | شهیار قنبری         | عبدی یمینی    | عبدی یمینی    |
| سکوت شکسته (بی‌کلام) | سکوت شکسته (بی‌کلام) | سعید محمدی    | دیوید بتسامو  |

### ۱۹۹۷: دریچه
سومین آلبوم منصور به‌نام دریچه در شهریور ۱۳۷۶ از سوی شرکت ترانه منتشر شد. در این آلبوم منصور از ترانۀ شاعران نامداری مانند اردلان سرفراز و ایرج رزمجو استفاده کرده است.
| نام ترانه            | ترانه‌سرا             | آهنگساز       | تنظیم         |
| -------------------- | -------------------- | ------------- | ------------- |
| دریچه                | اردلان سرفراز        | حسن شماعی‌زاده | منوچهر چشم‌آذر |
| همه را می‌بخشم        | پاکسیما زکی‌پور       | منوچهر چشم‌آذر | منوچهر چشم‌آذر |
| جشن ستاره‌ها          | هما میرافشار         | حسن شماعی‌زاده | دیوید بتسامو  |
| آواره                | مسعود امینی          | عبدی یمینی    | عبدی یمینی    |
| آغوش تو              | یلدا                 | مهرداد آسمانی | دیوید بتسامو  |
| شاخه شکسته           | ایرج رزمجو           | عبدی یمینی    | عبدی یمینی    |
| جشن ستاره‌ها (بی‌کلام) | جشن ستاره‌ها (بی‌کلام) | حسن شماعی‌زاده | دیوید بتسامو  |

### ۱۹۹۸: قایق کاغذی

پوشش آلبوم قایق کاغذی (۱۹۹۹)

چهارمین آلبوم منصور قایق کاغذی در اردیبهشت ۱۳۷۷ از سوی کلتکس رکوردز منتشر شد. این آلبوم موجب به شهرت رسیدن منصور شد. سیاوش قمیشی، بابک بیات و فریبرز لاچینی در آهنگسازی این آلبوم همکاری کرده‌اند.
| نام ترانه                            | ترانه‌سرا                   | آهنگساز                           | تنظیم         |
| ------------------------------------ | -------------------------- | --------------------------------- | ------------- |
| یاد تو                               | ناهید میربهاء              | سیاوش قمیشی                       | دیوید بتسامو  |
| چشم سیات                             | امیرفرخ تجلی               | سیاوش قمیشی                       | منوچهر چشم‌آذر |
| قایق کاغذی (بازخوانی آهنگ ابی لیتلز) | افشین عظیمی و سوسن اکبرپور | داوود افشاری فرکی و منوچهر چشم‌آذر | منوچهر چشم‌آذر |
| پرنده‌های بی وطن                      | اکبر آزاد                  | بابک بیات                         | عبدی یمینی    |
| عطر گل یخ (بازخوانی آهنگ الهه حمیدی) | رضا اشعاری                 | فریبرز لاچینی                     | عبدی یمینی    |
| بهار اومد (بازخوانی آهنگ محمد رودگر) | همایون اسدی                | همایون اسدی                       | عبدی یمینی    |

### ۲۰۰۰: فقط به خاطر تو

پوشش فقط به خاطر تو (۲۰۰۰)

پنجمین آلبوم منصور با نام فقط به خاطر تو در اسفند ۱۳۷۸ از سوی کلتکس رکوردز منتشر شد.
| نام ترانه    | ترانه‌سرا       | آهنگساز     | تنظیم                    |
| ------------ | -------------- | ----------- | ------------------------ |
| فقط بخاطر تو | پاکسیما زکی‌پور | منصور       | دیوید بتسامو، فرهاد مرفه |
| عشق آتشی     | پاکسیما زکی‌پور | سیاوش قمیشی | فرهاد مرفه               |
| چشمان سیاه   | جلیل زلاند     | جلیل زلاند  | منوچهر چشم‌آذر            |
| وقتی نیستی   | پاکسیما زکی‌پور | منصور       | فرهاد مرفه               |
| انتظار       | شهیار قنبری    | فرهاد مرفه  | فرهاد مرفه               |
| بنویس        | هما میرافشار   | فرد میرزا   | فرد میرزا                |

### ۲۰۰۱: زندگی

زندگی (۲۰۰۱)

آلبوم دیگر منصور زندگی در تیر ۱۳۸۰ از سوی شرکت ترانه رکوردز روانه بازار شد. این آلبوم پرفروش‌ترین اثر منصور تا آن زمان محسوب می‌شود. منصور نماهنگ‌هایی نیز از ترانه‌های آلبوم منتشر کرد.
| نام ترانه                  | ترانه‌سرا                   | آهنگساز       | تنظیم         |
| -------------------------- | -------------------------- | ------------- | ------------- |
| زندگی                      | پاکسیما زکی‌پور             | منصور         | برایان وی     |
| یکی بود، یکی نبود (ریمیکس) | پاکسیما زکی‌پور             | منصور         | فرد میرزا     |
| دوسِت دارم                  | پاکسیما زکی‌پور             | منصور         | برایان وی     |
| نازک‌نارنجی                 | بابک روزبه                 | منوچهر چشم‌آذر | منوچهر چشم‌آذر |
| ببین                       | پاکسیما زکی‌پور             | منصور         | برایان وی     |
| یکی بود، یکی نبود          | پاکسیما زکی‌پور             | منصور         | فرد میرزا     |
| خودی                       | شهیار قنبری                | فرد میرزا     | فرد میرزا     |
| یکی بود، یکی نبود (بی‌کلام) | یکی بود، یکی نبود (بی‌کلام) | منصور         | فرد میرزا     |

### ۲۰۰۲: دیوونه

دیوونه (۲۰۰۲)

منصور آبان ۱۳۸۱ آلبوم دیوونه را به عنوان چهارمین همکاری با شرکت ترانه و هفتمین آلبوم استودیویی خود منتشر کرد. ترانه‌های قرارمون یادت نره و عزیز دلمی از این آلبوم به محبوبیت بسیاری دست پیدا کرد. همچنین منصور برای آهنگ ترانه بی ترانه نماهنگی حرفه‌ای ضبط کرد.
| نام ترانه            | ترانه‌سرا       | آهنگساز       | تنظیم         |
| -------------------- | -------------- | ------------- | ------------- |
| بزن بریم             | بابک روزبه     | منصور         | برایان وی     |
| دیوونه               | پاکسیما زکی‌پور | منصور         | برایان وی     |
| عزیز دلمی            | پاکسیما زکی‌پور | منصور         | منوچهر چشم‌آذر |
| منو ببخش             | پاکسیما زکی‌پور | منصور         | منوچهر چشم‌آذر |
| بداخلاق              | بابک روزبه     | منوچهر چشم‌آذر | منوچهر چشم‌آذر |
| دلم فقط تو رو میخواد | پاکسیما زکی‌پور | منصور         | فرد میرزا     |
| قرارمون یادت نره     | بابک روزبه     | منصور         | فرد میرزا     |
| ترانه بی ترانه       | بابک صحرایی    | بابک بیات     | منوچهر چشم‌آذر |

### ۲۰۰۵: فراری

آلبوم فراری (۲۰۰۵)

آلبوم فراری بهمن ۱۳۸۳ به بازار عرضه شد. چند ماه قبل از عرضۀ آلبوم، تیزر نماهنگ ترانه‌های «آزادی» و «فراری» پخش شده بود. منصور نماهنگ آزادی را که بابک شکریان، کارگردان ایرانی-آمریکایی آن را تهیه کرده بود به قربانیان زلزلۀ بم تقدیم کرد. این ترانه مورد استقبال مردم قرار گرفت. دو ترانۀ دیوونه و فراری از این آلبوم با نماهنگ روانۀ بازار شده است.
| نام ترانه  | ترانه‌سرا     | آهنگساز   | تنظیم         |
| ---------- | ------------ | --------- | ------------- |
| فراری      | بابک روزبه   | منصور     | فرخ آهی       |
| میخوامت    | بابک روزبه   | منصور     | منوچهر چشم‌آذر |
| آزادی      | بابک روزبه   | منصور     | فرد میرزا     |
| آرزومه     | بابک روزبه   | منصور     | منوچهر چشم‌آذر |
| دروغگو     | بابک صحرایی  | منصور     | منوچهر چشم‌آذر |
| یادته      | هما میرافشار | فرد میرزا | فرد میرزا     |
| شیرین      | بابک روزبه   | منصور     | منوچهر چشم‌آذر |
| مرا ببوس   | بابک روزبه   | منصور     | فرخ آهی       |
| عیدی ندارم | بابک روزبه   | منصور     | فرد میرزا     |

### ۲۰۰۷: قشنگه
آلبوم قشنگه از منصور در دی ۱۳۸۵ از سوی شرکت ترانه منتشر شد. آهنگساز تمام ۹ ترانۀ این آلبوم منصور است. نماهنگ ترانۀ یه روزی از این آلبوم از سوی شبکۀ تلویزیونی تپش تهیه شد و به عنوان هدیۀ نوروزی برای بینندگان این شبکه پخش شد.
| نام ترانه           | ترانه‌سرا   | آهنگساز | تنظیم          |
| ------------------- | ---------- | ------- | -------------- |
| دونه دونه           | بابک روزبه | منصور   | فرد میرزا      |
| قشنگه               | بابک روزبه | منصور   | فرد میرزا      |
| انگار نه انگار      | بابک روزبه | منصور   | شوبرت آواکیان  |
| داد و بیداد         | بابک روزبه | منصور   | اروین خاچیکیان |
| بازی                | بابک روزبه | منصور   | اروین خاچیکیان |
| نمی‌تونی             | بابک روزبه | منصور   | اروین خاچیکیان |
| با من به از این باش | بابک روزبه | منصور   | منوچهر چشم‌آذر  |
| یه روزی             | بابک روزبه | منصور   | فرد میرزا      |
| دستمو بگیر          | بابک روزبه | منصور   | فرد میرزا      |

### ۲۰۰۹: جنجالی
آلبوم جنجالی با ۱۰ ترانه در اسفند ۱۳۸۷ از سوی سنچری رکوردز منتشر شد. نماهنگ ترانه‌های ماهی جون و مواظب خودت باش به کارگردانی سیروس کردونی است. همکاری منصور با ترانه‌سرایان داخل ایران با ترانۀ ماهی جون در این آلبوم شروع شد.
| نام ترانه                | ترانه‌سرا       | آهنگساز       | تنظیم          |
| ------------------------ | -------------- | ------------- | -------------- |
| جنجالی                   | بابک روزبه     | منصور         | منوچهر چشم‌آذر  |
| مجنونم                   | بابک روزبه     | منصور         | وانو           |
| ماهی جون                 | اشکان رحیمی    | منصور         | وانو           |
| مبارکه                   | بابک روزبه     | منصور         | منوچهر چشم‌آذر  |
| ندیدی تو خوابم           | بابک روزبه     | شوبرت آواکیان | شوبرت آواکیان  |
| دنیا همین جوری نمی مونه  | پاکسیما زکی‌پور | منصور         | وانو           |
| به صدای قلب من گوش بده   | پاکسیما زکی‌پور | منصور         | فرد میرزا      |
| بی‌خوابی                  | بابک روزبه     | منصور         | اروین خاچیکیان |
| مواظب خودت باش           | بابک روزبه     | منصور         | فرد میرزا      |
| دویدم و دویدم (موج گران) | مسعود فردمنش   | منصور         | وانو           |

### ۲۰۱۳: نامحدود
آلبوم نامحدود گردآوری تک‌آهنگ‌های منصور بعد از آلبوم جنجالی است و در آبان ۱۳۹۲ منتشر شد. در این آلبوم ترانه‌هایی به زبان‌های آذری و کردی را نیز شامل می‌شود.
| نام ترانه             | ترانه‌سرا         | آهنگساز              | تنظیم         |
| --------------------- | ---------------- | -------------------- | ------------- |
| تو نفس من             | شقایق شمس‌الدین   | پیام شمس             | پیام شمس      |
| باورت بشه             | پاکسیما زکی‌پور   | منصور، شوبرت آواکیان | شوبرت آواکیان |
| گل جانی               | رافت سلطانا      | بازسازی دوباره       | پوریا نیاکان  |
| من تو رو خوب می‌شناسم  | بابک روزبه       | منصور                | پوریا نیاکان  |
| نموندی ببینی          | بابک روزبه       | منصور                | فرد میرزا     |
| دلم خوشه              | حمیدرضا صمدی     | بابک زرین            | منوچهر چشم‌آذر |
| مادرمی                | بابک روزبه       | منصور                | پوریا نیاکان  |
| کلافه                 | بابک روزبه       | منصور                | فرد میرزا     |
| می‌خوام باهات برقصم    | پاکسیما زکی‌پور   | منصور                | پوریا نیاکان  |
| من باهات جورم         | عرفان سلیمی      | پوریا نیاکان         | پوریا نیاکان  |
| عشق نمی‌خوابه          | پاکسیما زکی‌پور   | منصور                | فرد میرزا     |
| زندگی چیست            | ترانه افغانی     | ترانه افغانی         | پوریا نیاکان  |
| بشکن (ریمیکس)         | بابک روزبه       | منصور                | پوریا نیاکان  |
| بری باخ               | ترانه آذری قدیمی | ترانه آذری قدیمی     | پوریا نیاکان  |
| آیرلیخ                | ترانه آذری       | ترانه آذری           | پوریا نیاکان  |
| ناز ماکا              | جمشید و فولک     | جمشید                | پوریا نیاکان  |
| بشکن                  | بابک روزبه       | منصور                | منوچهر چشم‌آذر |
| عشق نمی‌خوابه (ریمیکس) | پاکسیما زکی‌پور   | منصور                | فرد میرزا     |

### ۲۰۱۷: رادیکال
آلبوم رادیکال دوازدهمین آلبوم رسمی منصور است و در ۴ آبان ۱۳۹۶ منتشر شد.
| نام ترانه                | ترانه‌سرا       | آهنگساز         | تنظیم          |
| ------------------------ | -------------- | --------------- | -------------- |
| آی عشقم                  | امیر شیرازی    | آرمین مکری      | پوریا نیاکان   |
| رادیکال تنهایی           | سعید معظمانی   | مرتضی لطفی      | مهدی خیرخواهی  |
| ولش کن                   | معصومه رضایی   | امیرعباس لطیفی  | امیرعباس لطیفی |
| سرزنش (نگفتی بر نمی‌گردم) | پاکسیما زکی‌پور | منصور           | فرد میرزا      |
| داری داری                | سعید معظمانی   | منصور           | پوریا نیاکان   |
| تنها نمی‌ذاری منو         | بابک روزبه     | شاهین خسروآبادی | فرد میرزا      |
| خوشبختی                  | کورش سمیعی     | فرید زلاند      | راشا تقی‌پور    |
| ممنون                    | علی اسلامی‌فرد  | حامد حنیفی      | فرد میرزا      |
| یادآور                   | مریم اسدی      | سعید هاشمی      | فرد میرزا      |
| عاشقتم                   | پوریا متابعان  | حسین سالار مقدم | پیام شمس       |
| دلشوره‌ها                 | مریم اسدی      | سعید هاشمی      | فرد میرزا      |

### ۲۰۱۹: انسان نو
آلبوم سیزدهم منصور با نام انسان نو در ۲۳ مرداد ۱۳۹۸ منتشر شد.
| نام ترانه   | ترانه‌سرا               | آهنگساز          | تنظیم         |
| ----------- | ---------------------- | ---------------- | ------------- |
| لب سرخ      | شهیار قنبری            | مهدی انصاری‌پور   | پیام شمس      |
| رقص پیاده‌رو | شهیار قنبری            | محمد عابدینی     | حسین غمگین    |
| سپید برفی   | شهیار قنبری            | فرید زلاند       | آرمین یوسفی   |
| درد         | شهیار قنبری            | محمدجواد سام‌نژاد | پیام شمس      |
| انسان نو    | شهیار قنبری            | حامد حنیفی       | امیر مهراد    |
| فرصت طلایی  | مینا جلالی             | منوچهر چشم‌آذر    | منوچهر چشم‌آذر |
| چت          | شهیار قنبری            | حسین تیموری      | حسین تیموری   |
| گیسو در باد | شهیار قنبری            | فرید زلاند       | امیر جباریان  |
| تاریخ ایران | حامد رجبی، مسعود محمدی | مدوید لطیفی      | منوچهر چشم‌آذر |

### ۲۰۲۳:میراث
آلبوم میراث چهاردهمین آلبوم رسمی‌ منصور در ۱۰ مرداد ۱۴۰۲ بعد از چهار سال و پس از انتشار چندین مجموعه کوتاه از منصور منتشر شد. 
| نام ترانه         | ترانه‌سرا               | آهنگساز               | تنظیم          |
| ----------------- | ---------------------- | --------------------- | -------------- |
| زخم کاری          | امید اصفهانی           | حسین تیموری           | حسین تیموری    |
| اولین و آخرم      | بابک روزبه             | منصور                 | امیر مهراد     |
| بارونو دوس ندارم  | جواد مهدوی             | مهران فهیمی           | هادی کولیوند   |
| کوتاه نمیام       | کیانا ناطقی            | حسین تیموری           | پوریا حیدری    |
| چقد بهت گفتم      | امیر شیرازی            | اشکان خشایی           | شوبرت آواکیان  |
| تصمیم             | بابک صحرایی            | امیر مهراد            | هادی کولیوند   |
| لباسِ آبی          | شهاب شهرزاد            | مرتضی لطفی            | امیر مهراد     |
| مهربون‌تر باش      | بابک روزبه             | منصور و شوبرت آواکیان | شوبرت آواکیان  |
| هوای من، هوای تو  | آیلار فلاح             | امیر مهراد            | امیر مهراد     |
| خیلی سخته         | تورج جهانگیری          | تورج جهانگیری         | شوبرت آواکیان  |
| تازه کجاشو دیدی   | صابر قدیمی             | شوبرت آواکیان         | شوبرت آواکیان  |
| میراث             | بابک صحرایی            | شنتیا                 | هادی کولیوند   |
| حکم               | بهنام حسینی            | مرتضی لطفی            | امیر مهراد     |
| صبح آزادی         | آرتا میرحسینی          | مو راد                | اروین خاچیکیان |
| پدر               | افشین مقدم             | وحید پویان            | میلاد هاشمی    |
| چند نفر به یه نفر | آرتا میرحسینی          | عرفان پو              | آرتا میرحسینی  |
| لالایی            | بابک صحرایی            | شنتیا                 | پوریا حیدری    |
| ما قهرمانیم       | پاکسیما زکی‌پور و ر. ر. | منصور                 | رافی شهبازیان  |

این آلبوم شامل تک‌آهنگ‌های بعد از آلبوم انسان نو و چند قطعه جدید میباشد. تک‌آهنگ میراث در تابستان ۱۴۰۱ منتشر شد و نکته جالب توجه آن، حضور دوباره کندیس نیل، مدل موزیک‌ویدیو های قدیمی منصور در موزیک‌ویدیو این آهنگ بود.

### ۲۰۲۳: منصور ریمیکسد
آلبوم منصور ریمیکسد (Mansour Remixed) اولین آلبوم ریمیکس منصور است که در ۱۱ آذر ۱۴۰۲ عرضه شد. این آلبوم شامل دو موزیک اوریجینال از قبل منتشر شده و ۹ ریمیکس‌ از آهنگ‌های قدیمی منصور است و تعدادی از قطعات نیز دوباره اجرا شده‌است.
| نام ترانه                                     | شاعر         | آهنگساز       | تنظیم کننده     | از آلبوم     |
| --------------------------------------------- | ------------ | ------------- | --------------- | ------------ |
| اولین و آخرم (ریمیکس)                         | بابک روزبه   | منصور         | دی جی فارنهایت  | میراث        |
| بزن بریم (ریمیکس)                             | بابک روزبه   | منصور         | دی جی فارنهایت  | دیوونه       |
| میراث (ریمیکس)                                | بابک صحرایی  | شنتیا         | دی جی فارنهایت  | میراث        |
| بالازر خانم و بری باخ (ریمیکس)                | فولک آذری    | فولک آذری     | شوبرت آواکیان   | نامحدود      |
| قرارمون یادت نره (ریمیکس)                     | بابک روزبه   | منصور         | حکیم راچک       | دیوونه       |
| نازنین (ریمیکس) (با نام قبلی پرنده‌های بی وطن) | اکبر آزاد    | بابک بیات     | داریو اینفینیتی | قایق کاغذی   |
| زخم کاری (ریمیکس)                             | امید اصفهانی | حسین تیموری   | دی جی فارنهایت  | میراث        |
| عزیز دلمی (ریمیکس)                            | پاکسیما      | منصور         | دی جی فارنهایت  | دیوونه       |
| فقط بخاطر تو (ریمیکس)                         | پاکسیما      | منصور         | حکیم راچک       | فقط بخاطر تو |
| استامینوفن (با همراهی صادق خان)               | صادق خان     | صادق خان      | حسین تیموری     | تک آهنگ      |
| حالا حالاها                                   | پاکسیما      | کامرون کارتیو | کامرون کارتیو   | تک آهنگ      |

## تک‌آهنگ‌ها
| سال انتشار | نام ترانه          | ترانه‌سرا             | آهنگساز           | تنظیم         |
| ---------- | ------------------ | -------------------- | ----------------- | ------------- |
| ۱۳۷۷       | گل یخ (با پیروز)   | مهدی اخوان لنگرودی   | کوروش یغمایی      | عبدی یمینی    |
| ۱۳۸۸       | ندای عشق           | بابک روزبه           | منصور             |               |
| ۱۳۹۱       | ناز مکا (با جمشید) | جمشید                | جمشید             | پوریا نیاکان  |
| ۱۳۹۳       | فوتبال             | بابک روزبه           | Remake            | پوریا نیاکان  |
| ۱۳۹۳       | شب اغتشاش          | مجید صالحی           | مرتضی لطفی        | مهدی خیرخواهی |
| ۱۳۹۳       | بدون تو            | بابک روزبه           | حکیم راچک و منصور | حکیم راچک     |
| ۱۳۹۳       | فرض محال           | پاکسیما              | حکیم راچک         | حکیم راچک     |
| ۱۳۹۳       | آهای دیوونه        | ترانه                | اشکان             | پیام شمس      |
| ۱۳۹۴       | باور نمی‌کردم       | بابک روزبه           | شاهین خسروآبادی   | پوریا نیاکان  |
| ۱۳۹۴       | دیگه رفته          | روزبه بمانی          | منصور             | پوریا نیاکان  |
| ۱۳۹۴       | غلاف کن اعتمادتو   | پدیده نیشابوری       | پیمان ایزدی       | رضا طاهری     |
| ۱۳۹۵       | جنون               | پاکسیما، محسن حق‌نظری | محمد عابدینی      | پوریا نیاکان  |
| ۱۳۹۵       | مگه نه             | عاطفه آب‌برین         | منصور             | پیام شمس      |

## آهنگسازی برای دیگر خوانندگان
| خواننده   | نام ترانه | ترانه‌سرا         | آهنگساز | تنظیم      | آلبوم |
| --------- | --------- | ---------------- | ------- | ---------- | ----- |
| سیاوش شمس | قصر یخی   | منصور، سیاوش شمس | منصور   | فرهاد مرفه | دیدار |

## آلبوم‌های زنده
| نام آلبوم                          | ناشر        | سال انتشار |
| Mansour Live In Concert            | MZM Records | ۱۹۹۶       |
| Mansour Live in Concert Club Nokia | MZM Records | ۲۰۱۰       |

## نسخه DVD نماهنگ‌ها
| نام اثر | سال انتشار |
| Life... On The Road DVD - music videos Of "Zendegi" album                                                      | ۲۰۰۱       |
| Farari DVD - music videos Of "Divooneh" and some music videos from "Farari", include In "Farari" Album Package | ۲۰۰۵       |
| Only For You DVD - music videos of "Faghat Be Khatereh To" album                                               | ۲۰۰۷       |
| Mansour Live in Concert Club Nokia DVD - includes videos of songs performed at club nokia concert              | ۲۰۱۰       |